# وست لینتون
وست لینتون (به انگلیسی: West Linton) یک روستا در بریتانیا است که در اسکاتیش بوردرز واقع شده‌است. وست لینتون ۲٬۳۳۷ نفر جمعیت دارد.